# Ё (cirillico)
La Ё, minuscolo ё, chiamata jo, è una lettera dell'alfabeto cirillico. Venne inventata per rimpiazzare l'uso confuso di Е ed О per il ruolo di O debole relativamente poco dopo l'introduzione dell'alfabeto civile. Viene usata in russo ed in bielorusso, insieme ad altre lingue caucasiche ed altaiche, ma non in altre lingue slave.
Viene pronunciata come una О iotizzata (IPA /jo/ o /jɔ/), ma quando segue una postalveolare fricativa (chiamate anche sibilanti), come ж, ч, ш e щ, viene pronunciata semplicemente come una О. Questa lettera può esistere solo accentata.
La Ё è identica nella forma alla Е (je), così come alla E dell'alfabeto latino, eccetto per il simbolo sopra di essa, simile ad un umlaut o una dieresi. Questo segno diacritico non ha una funzione regolare in russo (come in tedesco o in francese) e viene aggiunto solo per differenziare questa lettera dalla Е.
Dopo la seconda guerra mondiale, nell'uso comune scritto la Ё è praticamente scomparsa dagli scritti manuali e dalle stampe, rimpiazzata dalla lettera Е, a causa della sua somiglianza (ed equivalenza etimologica). Viene usata ancora nei libri per bambini e libri di testo per studenti stranieri. La pronuncia /jo/ o /jɔ/ non è però stata modificata.
Il fatto che la Ё venga spesso sostituita dalla Е causa parecchia confusione ai non-russi, poiché rende le parole ed i nomi russi difficili da trascrivere accuratamente. Un problema ricorrente sono i cognomi russi: molti presentano la desinenza finale -ев (-ev) e -ёв (-ëv) (una specie di genitivo plurale). Nella trascrizione inglese è stato fatto l'errore comune di trascrivere la desinenza -ёв con -ev, formando trascrizioni come Khrushchev e Gorbachev. La trascrizione italiana si è attenuta in questo caso più alla pronuncia reale, trascrivendo in Gorbaciov (traslitterazione scientifica: Gorbačëv) o Krusciov (traslitterazione scientifica Chruščëv), è però possibile trovare Gorbacev o Khruscev.
In bielorusso viene considerato errato ed improprio rimpiazzare Ё con Е.
| Lettera cirillica | Pronuncia IPA | Trascrizione scientifica | Trascrizione italiana | Trascrizione inglese | Trascrizione tedesca | Trascrizione francese |
| ----------------- | ------------- | ------------------------ | --------------------- | -------------------- | -------------------- | --------------------- |
| Ё                 | /jɔ/          | ë, jo                    | io                    | yo                   | jo                   | io                    |